# Danske indstillinger for Oscaren for bedste internationale film
Siden den konstituerende award i 1956 Danmark har indsendt seksoghalvtreds film til overvejelse for Oscar for bedste internationale spillefilm,  elleve hvoraf det lykkedes at få nomineret til Oscar: Qivitoq (1958), Paw (1959), Harry and the Butler (1960), Babettes fest (1987), Pelle the Conqueror (1988), Memories of a Marriage (1989), After the Wedding (2006), In a Better World (2010), A Royal Affair (2012) ), Jagten (2013) og Krigen (2015). Tre danske film har vundet Oscar: Babettes Feast (1987), Pelle the Conqueror (1988) og In a Better World (2010).
Den officielle danske forelæggelse vælges årligt i sensommeren af det Danske Filminstitut .
I 1957 blev Danmark det første land, der sendte en film med en kvindelig instruktør til Foreign Oscar-konkurrencen ( Annelise Hovmands Be Dear to Me ). To år senere blev Astrid Henning-Jensens Paw til den første film instrueret af en kvinde, der fik en nominering i kategorien.

## Indsendelser
Academy of Motion Picture Arts and Sciences har opfordret filmindustrierne i forskellige lande til at indsende deres bedste film til Oscar-prisen for bedste fremmedsprogede film siden 1956. Udvalget for Fremmedsprog Filmpris fører tilsyn med processen og gennemgår alle de indsendte film. Efter dette stemmer de via hemmelig afstemning for at bestemme de fem nominerede til prisen.  Nedenfor er en liste over de film, der er indsendt af Danmark til gennemgang af akademiet til prisen år.
| År   | Titel                                         | Instruktør                  | Resulat        |
| ---- | --------------------------------------------- | --------------------------- | -------------- |
| 1956 | Qivitoq                                       | Erik Balling                | Nomineret      |
| 1957 | Ingen tid til kærtegn                         | Annelise Hovmand            | Ikke nomineret |
| 1958 | Guld og grønne skove                          | Gabriel Axel                | Ikke nomineret |
| 1959 | Paw                                           | Astrid Henning-Jensen       | Nomineret      |
| 1961 | Harry og kammertjeneren                       | Bent Christensen            | Nomineret      |
| 1964 | Sextet                                        | Annelise Hovmand            | Ikke nomineret |
| 1965 | Gertrud                                       | Carl Theodor Dreyer         | Ikke nomineret |
| 1966 | Hunger                                        | Henning Carlsen             | Ikke nomineret |
| 1967 | Der var engang en krig                        | Palle Kjærluff              | Ikke nomineret |
| 1968 | Mennesker mødes og sød musik opstår i hjertet | Henning Carlsen             | Ikke nomineret |
| 1969 | Balladen om Carl-Henning                      | Lene Grønlykke              | Ikke nomineret |
| 1970 | Ang. Lone                                     | Franz Ernst                 | Ikke nomineret |
| 1971 | Den forsvundne fuldmægtig                     | Gert Fredholm               | Ikke nomineret |
| 1972 | Man sku' være noget ved musikken              | Henning Carlsen             | Ikke nomineret |
| 1974 | Olsen Banden's sidste bedrifter               | Erik Balling                | Ikke nomineret |
| 1975 | Per                                           | Hans Kristensen             | Ikke nomineret |
| 1976 | Olsen Banden ser rødt                         | Erik Balling                | Ikke nomineret |
| 1977 | Drenge                                        | Nils Malmros                | Ikke nomineret |
| 1978 | Mig og Charly                                 | Morten Arnfred              | Ikke nomineret |
| 1979 | Johnny Larsen                                 | Morten Arnfred              | Ikke nomineret |
| 1982 | Kundskabens træ                               | Nils Malmros                | Ikke nomineret |
| 1983 | Zappa                                         | Bille August                | Ikke nomineret |
| 1984 | Tukuma                                        | Palle Kjærluff              | Ikke nomineret |
| 1985 | Tro, håb og kærlighed                         | Bille August                | Ikke nomineret |
| 1986 | Manden i månen                                | Erik Clausen                | Ikke nomineret |
| 1987 | Babette's Gæstebud                            | Gabriel Axel                | Vandt          |
| 1988 | Pelle Erobreren                               | Bille August                | Vandt          |
| 1989 | Dansen med Regitze                            | Kaspar Rostrup              | Nomineret      |
| 1990 | Lad isbjørnene danse                          | Birger Larsen               | Ikke nomineret |
| 1991 | Den store badedag                             | Stellan Ollson              | Ikke nomineret |
| 1992 | Sofie                                         | Liv Ullman                  | Ikke nomineret |
| 1993 | Sort Høst                                     | Anders Refn                 | Ikke nomineret |
| 1994 | Min fynske barndom                            | Erik Clausen                | Ikke nomineret |
| 1996 | Hamsun                                        | Jan Troell                  | Ikke nomineret |
| 1997 | Barbara                                       | Nils Malmros                | Ikke nomineret |
| 1998 | Festen                                        | Thomas Vinterberg           | Ikke nomineret |
| 1999 | Mifune's sidste sang                          | Søren Kragh-Jacobsen        | Ikke nomineret |
| 2000 | Her i nærheden                                | Kaspar Rostrup              | Ikke nomineret |
| 2001 | Italiensk for begyndere                       | Lone Scherfig               | Ikke nomineret |
| 2002 | Elsker dig for evigt                          | Susanne Bier                | Ikke nomineret |
| 2003 | Rekonstruktion                                | Christoffer Boe             | Ikke nomineret |
| 2004 | De fem benspænd                               | Jørgen Leth, Lars Von Trier | Ikke nomineret |
| 2005 | Adam's æbler                                  | Anders Thomas Jensen        | Ikke nomineret |
| 2006 | Efter brylluppet                              | Susanne Bier                | Nomineret      |
| 2007 | Kunsten at græde i kor                        | Peter Schønau Fog           | Ikke nomineret |
| 2008 | To verdener                                   | Niels Arden Oplev           | Ikke nomineret |
| 2009 | Frygtelig lykkelig                            | Henrik Ruben Genz           | Ikke nomineret |
| 2010 | Hævnen                                        | Susanne Bier                | Vandt          |
| 2011 | SuperClasico                                  | Ole Christian Madsen        | Ikke nomineret |
| 2012 | En kongelig affære                            | Nikolaj Arcel               | Nomineret      |